# Lamine Wade
Pour les articles homonymes, voir Wade.
Lamine Wade, né le 31 juillet 1943, est un judoka sénégalais.

## Carrière
Il est médaillé de bronze dans la catégorie des moins de 78 kg aux Jeux africains de 1973 à Lagos. Aux Championnats d'Afrique de judo 1974 au Caire, il est médaillé d'argent en individuel et médaillé d'or par équipe. 
Il participe aux Jeux olympiques d'été de 1976 à Montréal, où il est éliminé en quarts de finale dans la catégorie des moins de 70 kg.
Il est médaillé de bronze des moins de 78 kg aux Jeux africains de 1978 à Alger.